# 宋礼华
宋礼华（1957年—），安徽当涂人，汉族，中华人民共和国政治人物、第十二届全国人民代表大会安徽地区代表。

## 生平
毕业于安徽农业大学植物病毒专业。担任现任安徽省科协副主席、安徽省科学技术研究院副院长、安徽省生物研究所所长，安徽安科生物工程（集团）股份有限公司董事长。2008年起担任全国人大代表。2013年，被选为全国人大代表。